# جيري كنيتيمان
جيري كنيتيمان (بالهولندية: Gerrie Knetemann)‏ (مواليد 6 مارس 1951 - الوفاة 02 نوفمبر 2004) كان دراج هولندي في صنف سباق الدراجات على الطريق.

## سباقات أو مراحل فاز بها
- طواف فرنسا
- بطولة العالم لسباق الدراجات على الطريق
- طواف سويسرا

## روابط خارجية
- جيري كنيتيمان على موقع أرشيف الدراجات (الإنجليزية)
- جيري كنيتيمان على موقع إحصائيات الدراجات الإحترافية (الإنجليزية)
- جيري كنيتيمان على موقع CycleBase (الإنجليزية)